# 사츠마 켄파치로
사츠마 켄파치로(Kenpachiro Satsuma, 1947년 5월 27일~2023년 12월 16일)는 일본의 배우이다.
가고시마현에서 태어났다.

## 영화
- 일본인 특수효과의 예술(2008년)
- 눈먼 짐승 대 난쟁이(2001년)
- 지옥(1999년)
- 고질라 23 - 고질라 대 디스트로이어(1995년)
- 머리 8개의 드래곤(1994년)
- 고질라 22 - 고질라 대 우주 고질라(1994년)
- 고질라 21 - 고질라 대 메가고질라(1993년)
- 고질라 20 - 고질라 대 모수라(1992년)
- 고질라 19 - 고질라 대 킹기드라(1991년)
- 고질라 18 - 고질라 대 비올란테(1989년)
- 고질라 14 - 고질라 대 메가론(1973년)
- 고질라 13 - 고질라 대 지간(1972년)
- 고지라 대 헤도라(1971년)